# James Francis Lynch
James Francis Lynch (* 19. November 1942 in Boston, Massachusetts; † 26. März 1998 in Shady Side, Maryland) war ein US-amerikanischer Zoologe und Naturschützer.

## Leben
Lynch graduierte 1964 am Harvard College zum Bachelor of Arts in Geologie. Anschließend studierte er an der University of California, Berkeley. Nach einem zweijährigen Geologiestudium wechselte er ins Fach Zoologie, wo er 1974 mit der Doktorarbeit „Ontogenetic and geographic variation in the morphology and ecology of the black salamander, Aneides flavipunctatus“ zum PhD. promovierte. Im selben Jahr wurde Lynch wissenschaftlicher Mitarbeiter am Smithsonian Environmental Research Center in Edgewater, Maryland, wo er 24 Jahre tätig war. Als Mitarbeiter des World Wildlife Fund und der American Bird Conservancy engagierte er sich daneben für Artenschutzprojekte in Mexiko, Guatemala und Kenia. 
Lynch schrieb ungefähr 60 wissenschaftliche Artikel über Ökologie und Naturschutz. Zusammen mit seinem Kollegen David B. Wake verfasste er die wissenschaftlichen Erstbeschreibungen zu den Salamanderarten Cryptotriton veraepacis, Dendrotriton cuchumatanus, Dendrotriton rabbi, Pseudoeurycea parva und Pseudoeurycea saltator. 2001 benannte Wake die mexikanische Salamanderart Pseudoeurycea lynchi zu Ehren von James Francis Lynch.
James Francis Lynch starb 1998 an Krebs.